# East Rand
East Rand este un oraș din Africa de Sud.